# Mystification ou l'Histoire des portraits (film)
Pour plus de détails, voir Fiche technique et Distribution.
Mystification ou l'Histoire des portraits  est un film français de Sandrine Rinaldi paru en 2005. C’est une adaptation de l’intrigue du texte homonyme de Denis Diderot.

## Synopsis
Richard (un orthophoniste) vient de rencontrer Émilie, une jeune fille de bonne famille. Songeant à l’épouser, il voudrait faire disparaître les traces de son ancienne vie amoureuse.
Il demande à son ami Raphaël de trouver un stratagème pour récupérer auprès de Mlle Dornet (son ancienne compagne) des photographies qu’elle a gardées en souvenir de leur amour. Raphaël envoie donc un certain Desbrosses chez Mme Therbouche, l’amie qui a recueilli Mlle Dornet malade depuis sa rupture avec Richard. Desbrosses se fait passer pour un médecin turc auprès de Mlle Dornet et lui démontre qu’elle doit se débarrasser de tous les objets liés à son ancien amour si elle veut guérir de sa dépression.
« Qu’une bague, qu’un portrait, qu’une lettre, qu’un billet tendre qu’on avait reçu vienne à nous tomber sous les yeux, et voilà le simulacre perfide qui s’attache à notre rétine. »

## Fiche technique
- Titre : Mystification ou l'Histoire des portraits
- Réalisateur : Sandrine Rinaldi
- Adaptation et dialogues : Sandrine Rinaldi sous le pseudonyme de Camille Nevers d’après Denis Diderot
- Durée : 59 minutes
- Format : 35 mm
- Musique : Les Sauvages de Jean-Philippe Rameau interprété au piano par Marcelle Meyer

## Distribution
- Camille Cayol : Mlle Dornet
- Lucia Sanchez : Mme Therbouche
- Laurent Le Doyen : Desbrosses
- Valérie Donzelli : Émilie
- Laurent Lacotte : Raphaël
- Serge Bozon : Richard
- Michel Delahaye : Le patient bègue
- Marie Delestré : La secrétaire

## Commentaire
Sandrine Rinaldi, dont c'est le premier film, a transposé dans le Paris d’aujourd’hui, un dialogue de Denis Diderot : Mystification ou l'Histoire des portraits. Pour l’adapter au cinéma elle a écrit un prologue : les premières scènes où Richard convoque son ami Raphaël à son cabinet d’orthophoniste pour lui exposer son problème. Elle a également réécrit la fin. 
Tout semble néanmoins avoir été écrit dans la langue du XVIIIe siècle. Le choix de faire parler des personnages d’aujourd’hui dans la langue de Diderot crée le même décalage que Marcelle Meyer jouant Jean-Philippe Rameau au piano (on le joue généralement au clavecin). S’y ajoutent les images bizarres d’un monde décalé : un chien au comportement étrange, le passage d’un train de banlieue brouillant le dialogue des protagonistes, etc. 